# Benjamin Fiebick
Benjamin Fiebick magyaros névalakban Fiebick Benjamin könyvkereskedő, nyomdász.
1616–1622 között Nagyszebenben tevékenykedett nyomdászként, de saját magát könyvkereskedőnek nevezte (Buchführer). Ő adta ki a következő művet:
Gesangbuch, darinnen Psalmen und geistliche Lieder Dr. Martini Lutheri und andrer frommer Christen, sowohl auch Hymni, Responsoria und andere Cantica, so in der christlichen Kirche durchs ganze Jahr über gesungen (auch daheim bei gottseligen Haus-Vätern und Hausmüttern sammt ihren Kindern und Gesinde mögen gesungen werden) welche denn bisher in keinem Gesangbuch also beisammen gefunden sind worden: Itzo aber mit sonderm Fleisz aus allen Psalmen und Gesang-Bücheln zusammengetragen, zu Nutz und Gut allen Liebhabern göttliches Wort, und der gemeinen Jugend zur gottseligen Uebung, und zu Trost ihrer Seelen, Heil und Seligkeit durch Benjamin Fiebick, Buchführer in der Hermannstadt. Jetzunder zum erstenmal in Druck gegeben und mit einem ordentlichen Register verfertigt. Hermannstadt, 1616–17. Két rész. Az egyházi énekek után következik: Odae cum Hermoniis ex diversis Poetis in usum Ludi literarii Coronensis decerptae, Honter 1548. kiadás után nyomtatva.